# 黒木正憲
黒木 正憲（くろき まさのり、1922年 - 2008年5月4日）は東京出版創業者。

## 人物
宮崎県西都市出身。広島高等師範学校を経て東京大学法学部卒業。予備校で数学講師をしていたが、母校妻中学の数学授業の内容に危機感を覚えたことがきっかけで、都市圏以外に在住する学生が受験関連の情報にアクセスしやすくなることを目的に出版界に入った。1957年、東京出版を創業し、受験雑誌「大学への数学」を創刊。日本数学オリンピックにも携わった。
2008年5月4日、肺炎のため死去。
弟は工業デザイナーの黒木靖夫。「大学への数学」の表紙デザインを担当した。